# Qifeng Yan
Qifeng Yan (chinesisch 栖凤岩 ‚Felsen, auf dem der Phönix sitzt‘) ist eine Gruppe verwitterter Felsvorsprünge auf der Fildes-Halbinsel von King George Island im Archipel der Südlichen Shetlandinseln. Sie ragen nördlich der Große-Mauer-Station direkt am Ufer der Hydrographers Cove auf und dienen Sturmvögeln als Nistplatz.
Chinesische Wissenschaftler benannten die Gruppe 1984.